# Рока Санто Стефано
Ро̀ка Са̀нто Стѐфано (на италиански: Rocca Santo Stefano) е село и община в Централна Италия, провинция Рим, регион Лацио. Разположено е на 664 m надморска височина. Населението на общината е 1040 души (към 2010 г.).